# Rio El Tambor
Rio El Tambor é um rio centro-americano da Guatemala.